# Arka
Arka ist eine ungarische Gemeinde im Kreis Gönc im Komitat Borsod-Abaúj-Zemplén.

## Geografische Lage
Arka liegt in Nordungarn, 44 Kilometer nordöstlich des Komitatssitzes Miskolc, 13 Kilometer südlich der Kreisstadt Gönc, am Fluss Arka-patak. Die Nachbargemeinde Boldogkőváralja befindet sich zwei Kilometer südwestlich.

## Sehenswürdigkeiten
- Reformierte Kirche, ohne Turm erbaut von 1794 bis 1798, der 23 Meter hohe Turm wurde 1911 errichtet. Die 97 Kilogramm schwere Glocke ist aus dem gleichen Jahr.
- Römisch-katholische Kirche Jézus Szíve
- Eselsweg (Szamárút)
- Überreste einer Burg auf dem Berg Tóhegy
- Zwei funktionstüchtige Mühlen
- Der Ort liegt am nationalen Fernwanderweg Országos Kéktúra.

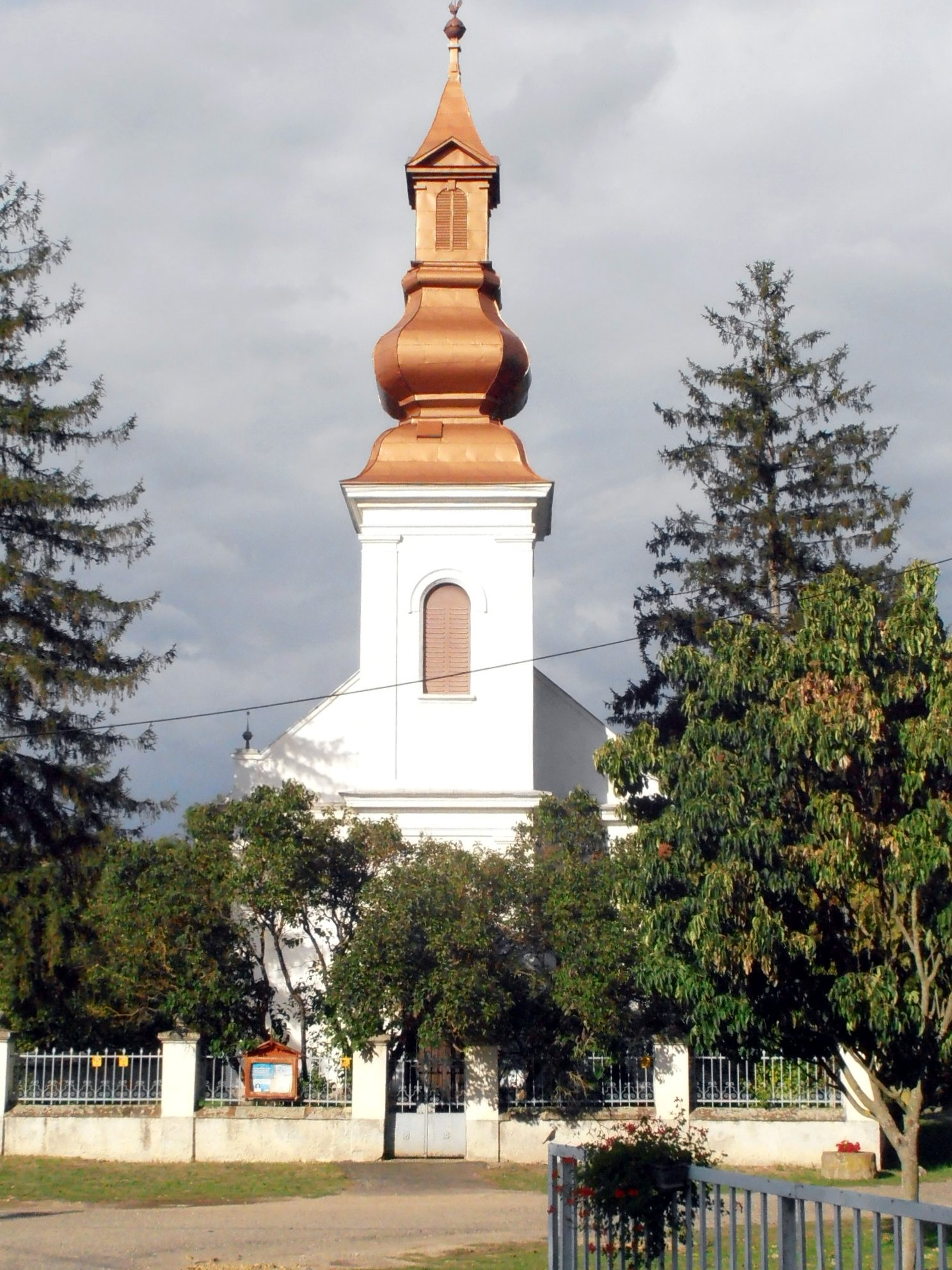
Reformierte Kirche
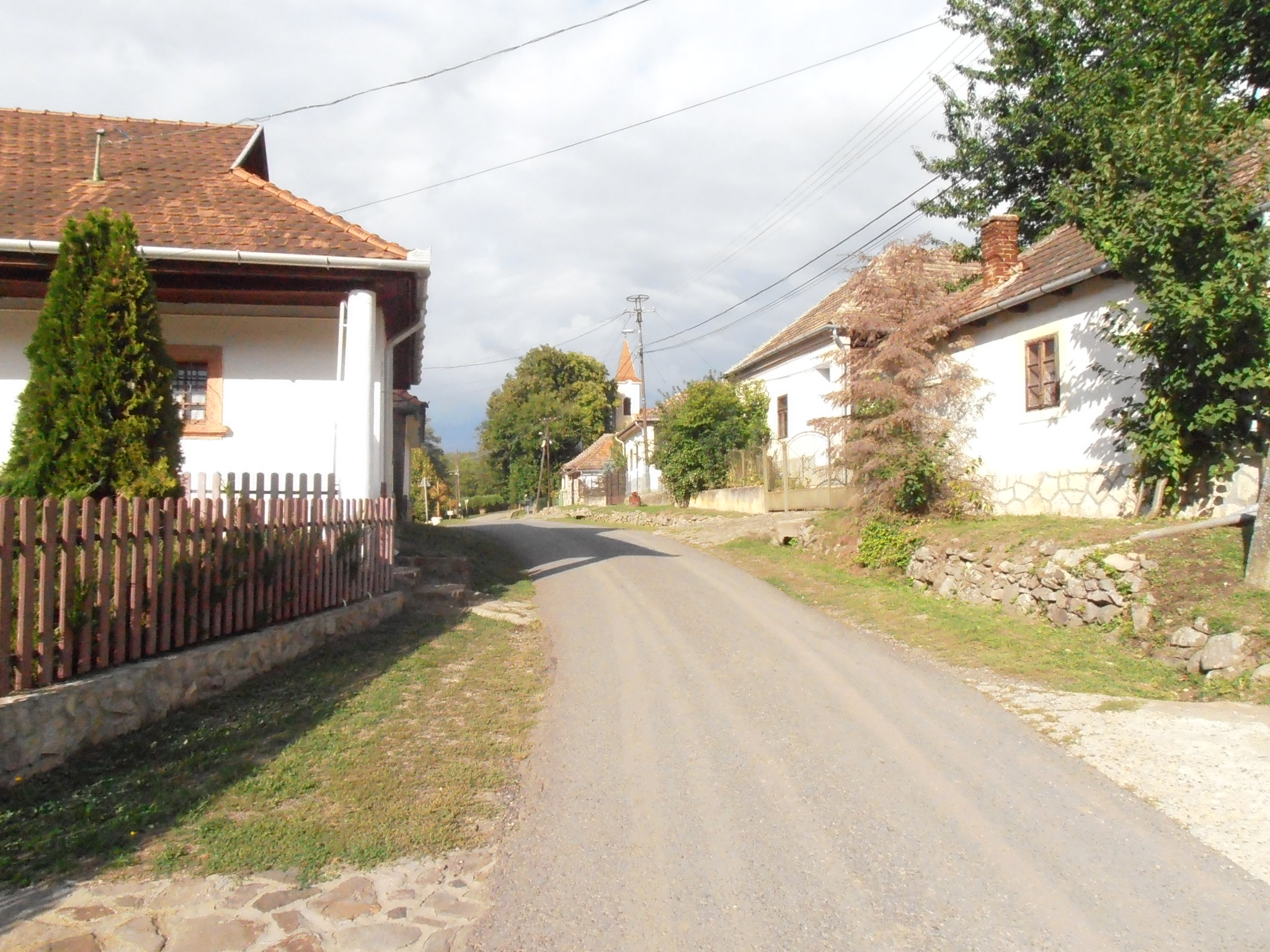
Straße in Arka, im Hintergrund die römisch-katholische Kirche Jézus Szíve

## Verkehr
Arka ist nur über die Nebenstraße Nr. 37109 zu erreichen. Es besteht eine Busverbindung nach Boldogkőváralja, wo sich der nächstgelegene Bahnhof befindet.